# NHK夜の連続ドラマ
NHK夜の連続ドラマ（エヌエイチケー よるのれんぞくドラマ）は、NHK総合テレビジョン（かつては再放送はNHK衛星第2テレビジョン（BS2）で再々放送されていた）で、23時台に放映されていたテレビドラマシリーズの総称。別名「よるドラ」。なお、ここで言う“夜の連続ドラマ”とは、一回の放送が15分で週4回の帯ドラマをさす。

## 概要
2002年度から「23時のNHK」というキャッチコピーによる23時台の番組内容拡充を図るとともに、1998年3月で終了した「ドラマ新銀河」以来4年ぶりの夜の帯ドラマ枠として、月曜から木曜の23:00 - 23:15（金曜深夜=土曜日未明に1週間分をまとめて1時間に渡り再放送。2002年度はBS2で土曜日8:30-9:30に再々放送があった）に「連続ドラマ」として復活。2004年からは「よるドラ」という愛称を設定している。
「銀河テレビ小説」「新銀河」がファミリー層向けであったのに対し、「連続ドラマ」「よるドラ」は特に20 - 30代の女性層を中心に向けて放送している。流れとしては、2000 - 2001年度の2年間、毎週火曜日の23:00-23:45に放送され、この枠の設立に伴い発展終了した「ドラマDモード」を継承した形である。1シリーズ4～6週間（16～24回）のものが多い。ホームドラマやコメディーも多いが、「真夜中は別の顔」や「結婚のカタチ」などのように作品によってはサスペンスや愛憎劇（ドロドロ）を取り入れたものもある。

「よるドラ」とは、「連続テレビ小説」が「朝ドラ」の愛称（略称）で親しまれているのを参考につけられたものと考えられている。
なお、台風や重大事件が発生した場合、NHKニュース10の時間枠を拡大するため休止になることがあり、その場合は話数調整と、金曜深夜=土曜未明の1週間まとめて再放送の関係もあり、放映できなかった番組を金曜日の23時から放送したり、あるいは休止した翌日を2本分まとめて（23時-23:30）放送する事例がある。ただ、2005年8月から放送の「ダイヤモンドの恋」に関しては、台風情報に加え、当時衆議院選挙の政見放送が23:15から組まれている（公職選挙法で放送日の変更が出来ない）都合もあってそれらの処置を取る事が出来なかったため、予定の放送を1週休止・繰り下げ（予定されていた時間帯には別番組差し替え）となったケースもある。
また、作品によってはNHKの関連会社NHKエンタープライズ、並びに外部プロダクションとの共同製作を取る番組がある。（これは月曜ドラマシリーズなどよるドラ以外の作品にも一部見られる）夜の帯ドラマで朝ドラと違う特徴として挙げられていた東海地方（特に愛知県）を題材にしたドラマは結果的にNHK名古屋放送局製作の2本のみにとどまった。（大阪発も3本のみだった）
一連の不祥事によるNHKの抜本的な改革の一環として、2005年度で放送が終了することが決まった。本編は2005年11月14日から12月22日まで放送された「どんまい!」を最後に終了し、2006年1月から3月までは「よるドラ・セレクション」として「火消し屋小町」（2004年）など以前放送された作品から好評だったものを再放送した。但し、金曜夜の1週間まとめての再放送は2005年12月で廃止されるため行わなかった。このよるドラに携わった多くのスタッフは事実上当番組と、月曜ドラマシリーズ（2005年は「月曜劇場シリーズドラマ」）の後継番組として2006年1月から開始された「土曜ドラマ」に配置転換された。またこれに伴い、平日23時台の帯番組は再び報道番組（最初の2006年度は「スポーツ&ニュース」）が設置されることになった。
その後、ゴールデン・プライムタイム枠の帯ドラマは16年間途絶えることになったが、2022年4月から、体裁上は月曜日22:45-23:15に放送されていた『よるドラ』の枠を発展・拡充する形で『夜ドラ』枠（月-木曜22:45-23:00）が新設され、16年ぶりにゴールデン・プライムタイム枠の帯ドラマの放送が再開されることになった。

## 放送作品一覧
|    | タイトル                       | 放送期間                  | 共同制作                         | 原作                                          | 脚本           | 音楽                                | 主演            | その他出演者 | 公式   |
| -- | ------------------------------ | ------------------------- | -------------------------------- | --------------------------------------------- | -------------- | ----------------------------------- | --------------- | --- | ------ |
| 1  | 真夜中は別の顔                 | 2002年4月1日 - 5月23日    | NHKエンタープライズ21 （NHK EP） | シドニィ・シェルダン                          | ジェームス三木 | 今井美樹 「微笑みのひと」           | 瀬戸朝香        | 小雪、吉川晃司、細川俊之、高畑淳子、玉山鉄二                                                                           | [ 1 ]  |
| 2  | 恋セヨ乙女                     | 2002年7月1日 - 8月1日     | 自社制作                         |                                               | 岡田惠和       | 〃                                  | 真中瞳          | 佐藤藍子、酒井若菜、筧利夫、小野武彦                                                                                   | [ 2 ]  |
| 3  | ロッカーのハナコさん           | 2002年8月26日 - 10月4日   | 自社制作                         | 石井まゆみ                                    | 戸田山雅司     | 〃                                  | ともさかりえ    | 吹石一恵、国分佐智子、平山綾、風間杜夫                                                                                 | [ 3 ]  |
| 4  | お見合い放浪記                 | 2002年10月7日 - 11月7日   | NHK EP、PDN                      | 阿川佐和子                                    | 大森美香       | 〃                                  | 水野真紀        | 鈴木砂羽、沢村一樹、吉田日出子、賀集利樹                                                                               | [ 4 ]  |
| 5  | 精霊流し〜あなたを忘れない〜   | 2002年11月11日 - 12月5日  | NHK EP 東北新社クリエイツ        | さだまさし                                    | 市川森一       | さだまさし 「精霊流し」             | 坂口憲二        | 中村俊介、新山千春、風吹ジュン、根津甚八、宮崎美子                                                                     |        |
| 6  | かるたクイーン                 | 2003年1月6日 - 1月30日    | 大阪放送局                       |                                               | 小松江里子     | 今井美樹 「微笑みのひと」           | 石田ひかり      | 山口達也、錦戸亮、陣内智則、神山繁、野際陽子                                                                           |        |
| 7  | 赤ちゃんをさがせ               | 2003年2月17日 - 3月6日    | 自社制作                         | 青井夏海                                      | 宮村優子       | 〃                                  | 高野志穂        | 麻生祐未、杉本彩、黒谷友香、石橋蓮司、山咲トオル、岸田今日子                                                           |        |
| 8  | 女将になります!                | 2003年3月31日 - 5月8日    | 自社制作                         | 倉澤紀久子                                    | 小松江里子     | 島谷ひとみ 「元気を出して」         | 酒井法子        | 高橋惠子、山本太郎、中山忍、塩沢とき、小林稔侍                                                                         |        |
| 9  | 女神の恋                       | 2003年5月19日 - 6月19日   | 自社制作                         |                                               | 田渕久美子     | 〃                                  | 松本明子        | 山口祐一郎、愛華みれ、国分佐智子、高木ブー、辰巳琢郎、前田美波里、中野勇士、角替和枝                                   | [ 5 ]  |
| 10 | ブルーもしくはブルー           | 2003年6月23日 - 7月17日   | 自社制作                         | 山本文緒                                      | 中谷まゆみ     | 〃                                  | 稲森いずみ      | 石黒賢、細川茂樹、中尾ミエ、宇津井健                                                                                   | [ 6 ]  |
| 11 | ニコニコ日記                   | 2003年8月18日 - 10月2日   | NHK EP                           | 小沢真理                                      | 大森美香       | 〃                                  | 木村佳乃        | 永井杏、沢村一樹、大塚寧々、ユンソナ、古田新太、大杉漣、長山藍子                                                       | [ 7 ]  |
| 12 | 帰ってきたロッカーのハナコさん | 2003年10月6日 - 11月6日   | 自社制作                         | 石井まゆみ                                    | 戸田山雅司     | 〃                                  | ともさかりえ    | 吹石一恵、平山あや、田丸麻紀、小西美帆、草刈正雄                                                                       |        |
| 13 | 百年の恋                       | 2003年11月10日 - 12月4日  | 自社制作                         | 篠田節子                                      | 橋部敦子       | 〃                                  | 川原亜矢子      | 筒井道隆、浅見れいな、高畑淳子、六平直政、加勢大周、江波杏子                                                           | [ 8 ]  |
| 14 | ちょっと待って、神様           | 2004年1月5日 - 2月5日     | 名古屋放送局                     | 大島弓子                                      | 浅野妙子       | 〃                                  | 泉ピン子        | 宮崎あおい、京本政樹、塚本高史、安達祐実、裕木奈江、津嘉山正種                                                         | [ 9 ]  |
|    | 女神の恋（再）                 | 2004年2月9日 - 3月11日    | 自社制作                         |                                               | 田渕久美子     | 〃                                  | 松本明子        | 山口祐一郎、愛華みれ、国分佐智子、高木ブー、辰巳琢郎                                                                   |        |
| 15 | ドリーム〜90日で1億円〜        | 2004年3月29日 - 5月6日    | NHK EP、カズモ                   | ロバート・アレン マーク・ヴィクター・ハンセン | 市川森一       | 倉木麻衣 「明日へ架ける橋」         | 水野美紀        | 陣内孝則、筒井真理子、北村総一朗、南田洋子、長塚京三                                                                   | [ 10 ] |
| 16 | もっと恋セヨ乙女               | 2004年5月17日 - 6月25日   | 自社制作                         |                                               | 岡田惠和       | 〃                                  | 真中瞳          | 佐藤藍子、酒井若菜、吉澤ひとみ、金子貴俊、小野武彦、筧利夫                                                             |        |
| 17 | 火消し屋小町                   | 2004年7月12日 - 8月12日   | NHK EP、MMJ                      | 逢坂みえこ                                    | 中谷まゆみ     | 〃                                  | 池脇千鶴        | ベッキー、櫻井淳子、細川茂樹、間寛平、山寺宏一、大杉漣                                                                 | [ 11 ] |
| 18 | トキオ 父への伝言              | 2004年8月30日 - 9月30日   | 自社制作                         | 東野圭吾                                      | 福田靖         | 大塚愛 「大好きだよ。」             | 国分太一 櫻井翔 | 富田靖子、保田圭、井上和香、高橋ひとみ、伊武雅刀、片岡鶴太郎、風吹ジュン                                               | [ 12 ] |
| 19 | 結婚のカタチ                   | 2004年10月4日 - 11月11日  | 自社制作                         |                                               | 青柳祐美子     | 〃                                  | 藤原紀香        | 葛山信吾、紺野まひる、市毛良枝、竜雷太、夏木マリ                                                                       |        |
| 20 | アイ'ム ホーム 遥かなる家路    | 2004年11月15日 - 12月16日 | 大阪放送局                       | 石坂啓                                        | 浅野妙子       | 〃                                  | 時任三郎        | 戸田菜穂、紺野美沙子、石田靖、星井七瀬、佐藤仁美、寺田農、陣内孝則                                                     | [ 13 ] |
| 21 | ルームシェアの女               | 2005年1月10日 - 2月17日   | 自社制作                         |                                               | 中園健司       | masumi 「小夜啼鳥（さよなきどり）」 | 中島知子        | 佐々木蔵之介、汐風幸、田中律子、市川実和子、津田寛治、大空眞弓、藤村俊二                                               | [ 14 ] |
|    | 百年の恋（再）                 | 2005年2月21日 - 3月18日   | 自社制作                         | 篠田節子                                      | 橋部敦子       | 〃                                  | 川原亜矢子      | 筒井道隆、浅見れいな、高畑淳子、六平直政、加勢大周、江波杏子                                                           |        |
| 22 | 愛と友情のブギウギ             | 2005年3月28日 - 5月5日    | 自社制作                         |                                               | 藤本有紀       | HOUND DOG 「アカペラ」              | 片平なぎさ      | 麻生祐未、河合美智子、広岡由里子、岩崎ひろみ、石黒賢、羽場裕一、柳沢慎吾、京本政樹、小林隆、梅津栄、白川由美、淡島千景 | [ 15 ] |
| 23 | 笑う三人姉妹                   | 2005年5月16日 - 6月16日   | 自社制作                         |                                               | 秋元康         | mink 「おまじない」                 | 浅野ゆう子      | 光浦靖子、牧瀬里穂、田辺誠一、益岡徹、石倉三郎、井上順、小林幸子、橋爪功、野際陽子                                     | [ 16 ] |
| 24 | 七色のおばんざい               | 2005年6月20日 - 7月28日   | 名古屋放送局                     | 柴田よしき                                    | 長川千佳子     | 後藤真希 「スッピンと涙。」         | 相田翔子        | 筧利夫、佐藤仁美、杉浦太陽、匠ひびき、峰岸徹、富司純子、江守徹                                                         |        |
| 25 | ダイヤモンドの恋               | 2005年8月22日 - 10月6日   | 大阪放送局                       |                                               | 田渕久美子     | 川江美奈子 「しあわせ」             | 浅野温子        | 吉田栄作、山下真司、金子昇、宍戸錠、石田未来、加賀まりこ                                                               | [ 17 ] |
| 26 | 理想の生活                     | 2005年10月10日 - 11月10日 | NHK EP ドリマックステレビジョン  |                                               | 相良敦子       | Xuelian 「咲いた」                  | 堺正章          | 風吹ジュン、高野志穂、吉本多香美、長谷川哲夫、松山政路、沢田雅美、森口瑤子、竜雷太                                     |        |
| 27 | どんまい!                      | 2005年11月14日 - 12月22日 | 自社制作                         | 矢島正雄 若狭たけし                           | 矢島正雄       | 尾崎亜美 「待っていてね」           | 相武紗季        | 西島千博、浅見れいな、柳家花緑、笹野高史、淡路恵子、三宅裕司                                                           | [ 18 ] |
|    | 火消し屋小町（再）             | 2006年1月9日 - 2月9日     | NHK EP、MMJ                      | 逢坂みえこ                                    | 中谷まゆみ     | 倉木麻衣 「明日へ架ける橋」         | 池脇千鶴        | ベッキー、櫻井淳子、細川茂樹、間寛平、山寺宏一、大杉漣                                                                 |        |
|    | ブルーもしくはブルー（再）     | 2006年2月27日 - 3月24日   | 自社制作                         | 山本文緒                                      | 中谷まゆみ     | 島谷ひとみ 「元気を出して」         | 稲森いずみ      | 石黒賢、細川茂樹、中尾ミエ、宇津井健                                                                                   |        |

## 備考
- ドラマ新銀河の時代には副音声の視覚障害者向け解説放送が行われていたが、よるドラではそれは行われていなかった。（ステレオ放送のみとなっていた）
- 2002年度-2004年度は「よるドラ」共通のテーマソングが使用された。2002・2003年度は1年間を通して使用されたが、2004年度は4-7月期、9-11月期、1-3月期と、ほぼ学校の学期単位で変えていた。最終年度・2005年度は朝ドラや過去の夜の帯ドラマと同様に各作品ごとにテーマソングを定めていた。
- 銀河テレビ小説とドラマ新銀河の時はテーマ音楽、並びに出演者（月曜日分はスタッフも）のテロップクレジットは朝ドラと同じく冒頭に行っていたが、よるドラでは番組の末尾（エンディング）で行っていた（朝ドラは一部作品の最終回=どんど晴れなどでエンディングにクレジットを出すことがあるが、一貫して冒頭に出演者のクレジットを出す）。
- また上記2つの帯ドラマでは本編の前に、全作品共通のアイキャッチ映像が放送されていたが、当シリーズでは作品のそれぞれ冒頭の画面右下に「夜の連続ドラマ」の字幕を出す程度だった（2010年以後の連続テレビ小説、およびゴールデンタイム枠のドラマでも同様に採用している）。
- 真夜中は別の顔は週タイトルを設けていなかったが、恋セヨ乙女以後は連続テレビ小説に倣って週タイトルを設けて放送している。また毎週木曜日の放送（同枠としては週の末尾に当たる）の本編終了後には朝ドラと同じように1分間程度の予告編を入れていた。
- 2005年3月28日から、毎週月-木曜日19:30-19:45の枠で「夜の連続ドラマ・アンコール」をBS2にて放送された。これまでに放送した作品から特に視聴者からの再放送希望が多かった作品を放送した。デジタル放送では基本的に16：9のワイドサイズで放送。